# Isthme de Corée
L'isthme de Corée est un isthme en Asie situé en Corée du Nord qui relie la péninsule de Corée au reste de l'Asie. Il est baigné à l'ouest par le golfe de Corée appartenant à la mer Jaune et à l'est par la baie de Corée orientale appartenant à la mer du Japon ou de l'Est.